# Viaplay
Viaplay er en streamingtjeneste grundlagt af Nordic Entertainment Group som udbyder film, serier og sport on-demand. Tjenesten er tilgængelig i Danmark, Finland, Norge, Sverige, Island, Estland, Letland, Litauen, Polen, Holland, Storbritannien, USA, Canada, Østrig, Tyskland og Schweiz.

## Historie
Viaplay blev lanceret i maj 2007 under navnet, Viasat OnDemand.
Viasat OnDemand skiftede navn til Viaplay i marts 2011.